# Guy St-Julien
Pour l’article homonyme, voir Saint-Julien.
Guy St-Julien (né le 19 février 1940) est un homme politique fédéral du Québec.

## Biographie
Né à Val d'Or dans la région d'Abitibi-Témiscamingue. Il est marié à Diane Côté avec qui il a une fille, Sonya-Kim.
Il devient député du Parti progressiste-conservateur du Canada dans la circonscription fédérale d'Abitibi en 1984. Il a été réélu en 1988 et défait en 1993, par le bloquiste Bernard Deshaies. Il revient en politique en 1997 est est élu avec le Parti Libéral du Canada. Réélu dans Abitibi—Baie-James—Nunavik—Eeyou en 2000, il fut à nouveau défait en 2004, cette fois-ci par le bloquiste Yvon Lévesque.
Guy St-Julien a été reconnu comme un politicien qui était dissident à suivre les lignes de partis politiques. Sa femme Diane, a été une de ses plus proches alliées,.
Il a été président et membre des comités Affaires autochtones et développement du Grand Nord, Ressources naturelles, Opérations gouvernementales, Pêches et océans, Bibliothèque du Parlement ainsi que Procédures et affaires de la chambre.

## Dossiers marquants
À partir de 1986, et pendant plusieurs années, Guy St-Julien a réclamé qu'une mesure législative soit adoptée pour accorder un salaire aux mères et aux pères au foyer,.
En 1992, il sème la grogne auprès de ses collègues députés en proposant un projet de loi qui forcerait les députés de la Chambre des communes à rendre publiques leurs frais de déplacement.
En 1993, Guy St-Julien faisait partie des députés dissidents de son gouvernement à l'adoption de la loi C-105 qui réformait l'assurance chômage. Malgré son désaccord, il s'en ait tenu à s'abstenir au moment du vote.
En 1998, Guy St-Julien décide de refuser l'augmentation de salaire de 2 % qui était allouée aux députés de la Chambre des communes pour le remettre à la dette du pays.